# ロシナンテス
特定非営利活動法人ロシナンテス（英語: NPO Rocinantes）は、アフリカ・スーダン共和国においては医療を中心に、また日本においては東北大震災復興活動を行っている特定非営利活動法人（NPO）。理事長は川原尚行。
北九州市に事務局をおき、活動資金の調達・管理を行っている。現在、日本人スタッフは有給職員、ボランティア含め約10名程度で活動を行っている。

## 構成
福岡県立小倉高等学校と九州大学の仲間を中心に設立された。理事長である川原尚行医師は、スーダンにほぼ常駐し、医療・水・教育・母子保健・スポーツ・国際交流といった事業を展開している。時折、日本へ帰国し、東北地方、特に閖上地域での震災復興支援活動と、日本各地を廻っての講演活動を行っている。

## 経緯
川原は、外務省の医務官としてスーダンに勤務していた。そこでスーダン人の悲惨な現状をみて、医師として援助をしたいと考えた。しかし外務省医務官は外務省職員および在外日本人にしか医療を提供してはならないルールがあり、目の前の現状と自分の理想とのギャップを前に煩悶した。熟慮のすえ「一人の医者として、自分にも何か出来ることがあるのではないか?」と考え、外務省を辞職し、帰国。北九州市で組織を結成した。

## 名称由来
「ドン・キホーテに登場する痩せ馬ロシナンテのような自分や仲間も複数集まれば何かが出来る」という思いから痩せ馬ロシナンテの複数形ロシナンテスを名称にしている。

## 活動
医療
スーダン、ガダーレフ州にあるシェリフ・ハサバラ村 (Sherif Hasaballa) において診療所を運営していた。(2014年2月現在はスーダン政府の方針で休止中。)
水
衛生的な生活用水を得られるよう、診療所のある村で、井戸とポンプを整備し、村民を中心に、それ以外の人々への提供も行っている。
教育
在スーダン日本大使館の草の根無償資金援助で学校を建設。女の子を中心に、水汲みに多くの時間を取られていたが、井戸の整備も進み、教育にも力を入れられるようになった。
母子保健
診療所にスーダン人の助産師を常駐させ、診療所での妊産婦健診と乳児健診の普及活動を行う。JICAとのパートナー事業も2010年4月より開始された。
スポーツ
スーダンで非常に人気のあるサッカーを通じて、健全な青少年の育成を目指し、現在は首都のハルツームをベースに活動を行っている。また、女性のサッカーチームも結成しており、南北出身のメンバーが集まっている。
交流事業
スーダンと日本における人材交流の促進を進めている。これまでに多数の日本の学生をスーダンで研修させ、各界のスーダン人も日本に招聘している。